# Le Fossat
Le Fossat je naselje in občina v južnem francoskem departmaju Ariège regije Jug-Pireneji. Leta 1999 je naselje imelo 783 prebivalcev.

## Geografija
Naselje se nahaja v pokrajini Languedoc ob reki Lèze, 35 km severozahodno od središča departmaja Foix.

## Uprava
Le Fossat je sedež istoimenskega kantona, v katerega so poleg njegove vključene še občine Artigat, Carla-Bayle, Castéras, Durfort, Lanoux, Lézat-sur-Lèze, Monesple, Pailhès, Saint-Ybars, Sieuras, Villeneuve-du-Latou in Sainte-Suzanne s 5.527 prebivalci.
Kanton je sestavni del okrožja Pamiers.
1. ↑  »Populations légales 2016«. Nacionalni inštitut za statistične in gospodarske raziskave. Pridobljeno 25. aprila 2019.